# Чёрный, Евгений Давыдович
Евге́ний Давы́дович Чёрный (6 января 1935, Черновцы, Румыния — 5 августа 2025, Москва, Россия) — советский и российский геолог, доктор геолого-минералогических наук, заслуженный геолог РСФСР, трижды лауреат Государственной премии СССР.

## Биография
Родился 6 января 1935 года в Черновицах (Королевство Румыния).
В 1957 году окончил Львовский государственный университет, получив специальность «инженер-геолог».
Работал геологом, старшим геологом, главным геологом партии, главным геологом Амакинской экспедиции.
Участвовал в открытии и разведке трубки «Айхал», в предварительной разведке трубки «Сытыканская», в открытии нескольких десятков кимберлитовых трубок в Далдыно-Алакитском алмазоносном районе и в бассейне среднего и нижнего течения р. Большая Куонапка, а также в открытии россыпной алмазоносности Анабарского щита.
Координировал проведение геологоразведочных работ экспедиции. Продолжал совершенствование технологии поисков кимберлитовых трубок на основе разработанного районирования и классификации перспективных площадей по сложности поисковых обстановок, что обеспечило открытие целого ряда погребённых кимберлитовых трубок, в том числе алмазоносных трубок «Заря», «Комсомольская» и «Юбилейная».
В 1977 году Евгений Давыдович был назначен главным геологом Якутского территориального геологического управления. Руководил планированием и проведением работ на твёрдые полезные ископаемые на территории Якутии.
В 1986 году был назначен начальником Управления цветных и редких металлов.
С 1987 года являлся заместителем начальника Главного управления  твёрдых полезных ископаемых Министерства геологии СССР.
С 1988 по 1991 года работал начальником геологического управления «Главалмаззолото» СССР.
С 1991 по 1995 года советник российской корпорации «Алмаззолото».
С 1996 по 2012 год заместитель директора, директор Аналитического центра АК «АЛРОСА».
Скончался 5 августа 2025 года в Москве.

## Научная деятельность
В 1984 году защитил диссертацию «Внутреннее строение и алмазоносность кимберлитовых трубок как основа методики их опробования» на соискание учёной степени кандидата геолого-минералогических наук. Научный руководитель — доктор геолого-минералогических наук Прокопчук Б. И.
Доктор геолого-минералогических наук.
Автор более 30 научный статей, соавтор монографий и изобретений.
С 1992 года член секции природных ресурсов Государственного экспертного совета по экологии и природным ресурсам Минэкологии России.
Один из главных специалистов России по поискам, разведке и оценке месторождений алмазов и золота. Разработал эффективную методику поисков кимберлитовых трубок в сложных геологических условиях, с помощью которой им были открыты трубки — «Восток» и «Победа».
Академик РАЕН (2000).

### Публикации
Книги
- Батугин С. А., Чёрный Е. Д. Теоретические основы опробования и оценки запасов месторождений. — Новосибирск: Новосибирское отделение издательства «Наука», 1998. — 344 с. — ISBN 5-02-031226-6.
- Бабенко В. В., Афанасьев В. П., Зинчук Н. Н., Чёрный Е. Д., Романов Н. Н., Герасимчук А. В. Обработка геологической информации на микрокалькуляторах. — М.: Недра, 1988. — 134 с. — ISBN 5-247-00350-0.
- Вечерина О. П., Левченко В. А., Никулин А. М., Толпежников Л. Ф., Фридман А. А., Чёрный Е. Д. Мировая добыча алмазов: цифры, факты, события. — М.: Издательская фирма «Восточная литература» РАН, 2000. — 270 с. — ISBN 5-02-018199-4.
- Батугин С. А., Черный Е. Д. Проблемы поблочной оценки средних содержаний полезных компонентов и экономического риска при разработке месторождений. — Якутск: ЯНЦ СО РАН, 1993. — 28 с.
- Батугин С. А., Черный Е. Д. Природа статистических законов распределения содержаний минералов и элементов в геологических объектах. — Якутск: ЯНЦ СО РАН, 1993. — 36 с.
- Батугин С. А., Черный Е. Д. Связь статистического и пространственного распределений компонентов при геологическом опробовании. — Якутск: ЯНЦ СО РАН, 1993. — 36 с.
- Батугин С. А., Черный Е. Д. Теоретический анализ ошибок оценки содержаний компонента и запасов металла по данным опробования. — Якутск: ЯНЦ СО РАН, 1993. — 36 с.
- Владимиров Б. М., Дауев Ю. М., Зубарев Б. М., Каминский Ф. В., Минорин В. Е., Прокопчук Б. И., Соболев Н. В., Соболев Е. В., Харькив А. Д., Чёрный Е. Д. Месторождения алмазов СССР, методика поисков и разведки. Часть 2. Поиски и разведка месторождений алмазов СССР. — М.: ЦНИГРИ, 1984. — 336 с.

Статьи
- Изаров В. Т., Харькив А. Д., Черный Е. Д. О возрасте кимберлитовых тел Далдыно-Алакитского района // Геология и геофизика. — 1963. — Т. 4, № 9. — С. 102—112.
- Матвеев A. C., Чёрный Е. Д. AK «АЛРОСА». Стратегия развития // Минеральные ресурсы России. Экономика и управление. — 2000. — № 5—6. — С. 58—67. — ISSN 0869-3188.
- Калитин В. Т., Матвеев А. С., Чёрный Е. Д. Освоение минерально-сырьевых ресурсов в условиях глобализации // Проблемы теории и практики управления. — 2002. — № 6. — С. 23—28. — ISSN 0234-4505.

## Семья
Брат: Сергей Давыдович Чёрный (1937—2012) — геолог.

## Награды и премии
- Заслуженный геолог РСФСР.
- Трижды лауреат Государственной премии СССР (1967).
- Первооткрыватель месторождений.
- Почётный разведчик недр.
- За многолетнюю плодотворную работу в системе геологии, личный вклад в сохранение и приумножение минерально-сырьевой базы России,  активную деятельность в ветеранском движении и в связи с празднованием 25-летия создания общероссийской организации «Ветеран-геологоразведчик» присвоено звание «Почётный ветеран-геологоразведчик России» (2017)[4].